# Partido de los Trabajadores Ucranianos de Rumania
El Partido de los Trabajadores Ucranianos de Rumania era un partido de izquierda rumano, activo principalmente en el norte de Bukovina, el cual militó para trabajadores y derechos de minorías, y cuyo objetivo definitivo declarado era unir las partes en rumano: Partidul muncitorilor ucrainieni din România con mayoría ucraniana con la Ucrania soviética vecina. Creado en 1929 por miembros del Partido Comunista de Bukovina y una parte importante de la sección ucraniana del Partido Democrático Social Internacional.
- Datos: Q19876862